# Антоніу Родріґу Ноґейра
Анто́ніу Родрі́гу Ноге́йра (порт. Antônio Rodrigo Nogueira; нар. 2 червня 1976, Віторія-да-Конкіста, Баїя, Бразилія) на прізвисько «Мінотавр» — бразильський спортсмен, спеціаліст зі змішаних бойових мистецтв (англ. MMA). Переможець Гран-прі RINGS (2001 рік). Чемпіон світу зі змішаних бойових мистецтв у важкій ваговій категорії за версією PRIDE (2001 – 2003 роки). Двічі призер Гран-прі PRIDE (2004, 2006 роки). Тимчасовий чемпіон світу зі змішаних бойових мистецтв у важкій ваговій категорії за версією UFC (2008 рік). Перший і єдиний боєць, який володів чемпіонськими титулами UFC і PRIDE. Бронзовий призер чемпіонату світу з бразильського дзюдзюцу у вільній ваговій категорії за версією IBJJF (1999 рік).
Антоніу Родріґу Ноґейра є знавцем дзюдо (чорний пояс), і бразильського дзюдзюцу (чорний пояс).

## Біографія
Антоніу Родріґу Ноґейра народився 2 червня 1976 року в місті Віторія-да-Конкіста, Бразилія. З чотирьох років він вивчає традиційне японське бойове мистецтво дзюдо.
В дитинстві Родріґу Ноґейра потрапив у важку автокатастрофу (його збила вантажівка), внаслідок чого провів тривалий час у лікарні, перебуваючи в комі. 11-річний Антоніу отримав переломи обох ніг, чисельні внутрішні травми, переніс декілька операцій, йому було видалено частину печінки і одне ребро. Зовнішнім проявом пережитого у минулому є великий і глибокий шрам в нижній частині спини, який неодмінно видно під час змагань.
В чотирнадцять років Антоніу долучає до своїх навичок дзюдо тренування з боксу, а в вісімнадцять років починає вивчати дзюдзюцу. За п'ять років тренувань Антоніу досягає високого рівня майстерності й проходить атестацію на чорний пояс із дзюдо і бразильського дзюдзюцу.

### Кар'єра в змішаних бойових мистецтвах
Кар'єру в змішаних бойових мистецтвах Антоніу Родріґу Ноґейра почав в 1999 році, у віці 23 років. Його перший виступ відбувся на чемпіонаті WEF (Світовий чемпіонат екстремального бою) у Флориді, США. Ноґейра переміг у двобої американця Девіда Додда. Його перші бої проходять швидко і закінчують достроково — щоразу він перемагає больовими прийомами. На хвилі успіху у боротьбі в партері Ноґейра випробовує себе на чемпіонаті світу з греплінгу за версією ADCC, де програє у чвертьфіналі Рікко Родрігесу, і концентрується на змішаних єдиноборствах.
Протягом 1999 – 2001 років Ноґейра змагається із різноманітними супротивниками у двох чемпіонатах: американському WEF і японському FNR (RINGS). З 13-ти боїв він виграє 11, провівши бій у нічию із японською зіркою бойових мистецтв Цуйосі Косакою, і програвши за роздільним рішенням суддів у двобої із американцем Деном Хендерсоном, майбутнім чемпіоном серії PRIDE. 24 лютого 2001 року, на другій хвилині 13-го у своїй кар'єрі бою, Ноґейра переміг удушенням голландця Валентайна Оверіма, і здобув титул чемпіона RINGS.
29 липня того ж року Антоніу Родріґу Ноґейра дебютував у Бійцівському чемпіонаті PRIDE. Після боїв із тогочасними зірками змішаних бойових мистецтв Гері Гудріджем та Марком Колменом, яких бразилець долає підкореннями, він виходить на титульний бій проти Хіта Херрінга, і, перемігши його, стає першим в історії PRIDE чемпіоном світу.
Протягом 2002 року Антоніу провів п'ять рейтингових боїв, з яких особливої відзнаки заслуговують двобій із реслером Бобом Саппом, що вважається критиками одним із найбільш видовищних боїв в історії, (в ході бою Родріґу Ноґейра пережив тяжкий нокдаун від вертикального кидка на голову, але таки виборов перемогу підкоренням); поєдинок проти багаторазового чемпіона світу з гібридних єдиноборств Семмі Схілта, якого «Мінотавр» здолав трикутним удушенням ногами; а також бій проти олімпійця Дена Хендерсона — реванш, у якому знову переміг Нонейра, больовим прийомом на руку.
Наступний суперник Нонейри, росіянин українського походження Федір Ємельяненко, завдає бразильцю поразки. Федір відбирає у Нонейри титул чемпіона світу, а згодом виграє у нього бій-реванш, обидва рази — рішенням суддів. Всього Нонейра тричі зустрічається із Ємельяненком на рингу, але один із боїв визнають таким, що не відбувся, внаслідок отриманої російським спортсменом випадкової травми (глибоке розсічення). У проміжку між боями за титул, Антоніу стає призером Гран-прі чемпіонату PRIDE на турнірі «Pride Final Conflict 2004» та тимчасовим чемпіоном (перемога підкоренням над Мірко Філіповичем).
Протягом 2005 року Родріґу Ноґейра проводить декілька успішних виступів, перемігши, в числі інших, золотого медаліста Олімпійських ігор '96 із дзюдо, поляка Павла Настулу. У 2006 році, в боротьбі за кубок Гран-прі PRIDE, Антоніу отримує ще одну поразку — від екс-чемпіона UFC, американця Джоша Барнетта. Цього разу Ноґейра виходить із боротьби в півфіналі Гран-прі. До закриття чемпіонату PRIDE бразилець встигає взяти реванш у Барнетта. У 2007 році PRIDE припиняє своє існування.

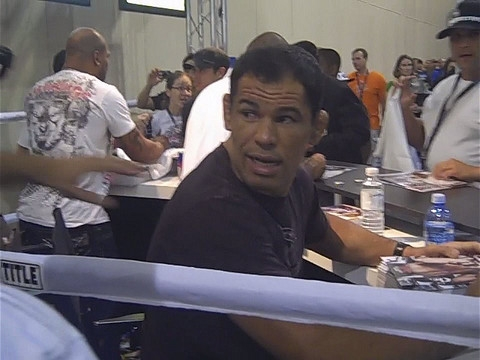
Антоніу Родріґу Ноґейра на фестивалі «UFC Fan Expo». Лас-Вегас, 2009 рік.

7 липня 2007 року Антоніу Родріґу Ноґейра дебютував в Абсолютному бійцівському чемпіонаті (англ. UFC), третім у своїй кар'єрі виступом проти Хіта Херрінга. Не зважаючи на пропущений в кінці першого раунду сильний хай-кік, і отриманий нокдаун, Ноґейра знову переміг Херрінга. 2 лютого 2008 року він проводить складний бій із дворазовим чемпіоном світу Тімом Сильвією, й, перемігши Сильвію удушенням в третьому раунді, отримує титул тимчасового чемпіона світу у важкій ваговій категорії за версією UFC. Це змагання проводилось за тимчасову першість через те, що діючий чемпіон світу Ренді Кутюр мав юридичний диспут із організацією UFC і тимчасово не міг захистити титул. Довгоочікуваний фанатами і самими бійцями бій «Ноґейра-Кутюр» пройшов лише через півтора року, вже як рейтинговий, і був виграний Ноґейрою за одностайним рішенням суддів. Виступи «Мінотавра» проти Сильвії і Кутюра були відзначені премією «Бій вечора» як видовищні і високо технічні поєдинки.
Завойований же титул тимчасового чемпіона Антоніу Родріґу Ноґейра втратив, виступаючи з травмованим коліном, у бою проти американця Френка Міра, напередодні нового, 2009-го, року. Змагання завершилось у другому раунді, коли Мір лівим кросом відправив Ноґейру в нокаут. Ця поразка стала першою достроковою в кар'єрі «Мінотавра», який досі програвав лише за рішеннями суддів. Другий нокаут легендарний боєць отримав у поєдинку з представником нового покоління бійців, непереможеним на момент бою, потужним нокаутером Кейном Веласкесом. Після цих складних поразок, Родріґу Ноґейра зробив паузу у професійній кар'єрі.
Наступні півтора року боєць займався власним здоров'ям: пройшов через кілька хірургічних операцій, курс реабілітації та відновлення, а також переглянув програму підготовки до боїв.
Успішне повернення в клітку відбулось наприкінці літа 2011 року, коли Ноґейра вийшов на бій проти молодого проспекта, фіналіста «Абсолютного бійця» Брендона Шауба. Змагання відбулось на батьківщині Ноґейри, в Ріо-де-Жанейро. «Мінотавр» відправив Шауба в нокаут у першому раунді, і за ефектне завершення бою був нагороджений грошовою премією «Нокаут вчора» (100 тис. доларів). Наприкінці року Ноґейра добився реваншу з Френком Міром. У короткому й важкому бою бразильцю вдалось приголомшити суперника серією коротких потужних ударів, але при спробі задушити ураженого Міра в партері, Антоніу припустився помилки у маневруванні і був підкорений — гвинтом плечового суглоба Френк Мір зламав Ноґейрі руку.
У 2012 – 2013 роках Ноґейра виступав лише двічі, у Бразилії. Він здолав Дейва Хермана больовим прийомом на руку, за що отримав премію «Підкорення вечора», а згодом і сам був переможений у той же спосіб багаторазовим чемпіоном світу з боротьби на підкорення Фабрісіу Вердумом. Навесні 2014 року, на другому турнірі UFC в Абу-Дабі, Рой Нелсон двічі відправив Ноґейру у нокдаун і, врешті, правим кросом — у важкий нокаут у першому раунді.

### Родина
Антоніу Родріґу Ноґейра одружений, виховує доньку.
У нього є брат-близнюк Антоніу Рожеріу Ноґейра, який є професійним боксером і спеціалістом зі змішаних бойових мистецтв.

## Факти
- Чемпіони світу за версією UFC Андерсон Сілва (середня вагова категорія), Ліото Мачіда (напівважка вагова категорія) і Антоніу Родріґу Ноґейра (важка вагова категорія) тренуються разом і підтримують дружні стосунки; між ними існує домовленість не виступати в боях один проти одного. Всі троє є представниками різних рас, але бразильцями за національністю. Андерсон Сілва отримав свій чорний пояс із бразильського дзюдзюцу саме від «Мінотавра» Ноґейри.[8]
- Антоніу Родріґу Ноґейра має глибокий і довгий шрам нижче правої лопатки. Цей слід від пережитої у дитинстві операції, а також понівечене у боях обличчя були тими ознаками, завдяки яким можна було відрізняти Родріґу від брата-близнюка Рожеріу, але з часом брати нанесли на тіло ще й різноманітні татуювання.
- Ноґейра полюбляє музику в стилі хіп-хоп, його улюблений виконавець — Тупак Шакур.[7] Втім, композицією, під яку Антоніу найчастіше виходив на ринг в UFC є «Gimme Shelter» рок-гурту The Rolling Stones.

## Статистика в змішаних бойових мистецтвах
| Результат   | Противник              | Спосіб                                        | Раунд | Час  | Дата              | Місце                    | Подія                                                            | Примітки |
| ----------- | ---------------------- | --------------------------------------------- | ----- | ---- | ----------------- | ------------------------ | ---------------------------------------------------------------- | --- |
| Поразка     | Рой Нелсон             | Нокаут (удар кулаком)                         | 1     | 3:37 | 11 квітня 2014    | Абу-Дабі, ОАЕ            | «UFC Fight Night 40»                                             | |
| Поразка     | Фабрісіу Вердум        | Підкорення (больовий прийом на руку)          | 2     | 2:41 | 8 червня 2013     | Форталеза, Бразилія      | «UFC on Fuel TV 10»                                              | |
| Перемога    | Дейв Херман            | Підкорення (больовий прийом на руку)          | 2     | 4:31 | 13 жовтня 2012    | Ріо-де-Жанейро, Бразилія | «UFC 153»                                                        | Виграв премію «Підкорення вечора».                                                                                             |
| Поразка     | Френк Мір              | Підкорення (больовий прийом на руку)          | 1     | 3:38 | 10 грудня 2011    | Торонто, Канада          | «UFC 140»                                                        | |
| Перемога    | Брендон Шауб           | Нокаут (удари кулаками)                       | 1     | 3:09 | 27 серпня 2011    | Ріо-де-Жанейро, Бразилія | «UFC 134»                                                        | Виграв премію «Нокаут вечора».                                                                                                 |
| Поразка     | Кейн Веласкес          | Технічний нокаут (удари кулаками)             | 1     | 2:20 | 21 лютого 2010    | Сідней, Австралія        | «UFC 110»                                                        | |
| Перемога    | Ренді Кутюр            | Рішення суддів (одностайне)                   | 3     | 5:00 | 29 серпня 2009    | Портленд, США            | «UFC 102»                                                        | Виграв премію «Бій вечора». |
| Поразка     | Френк Мір              | Технічний нокаут (удари кулаками)             | 2     | 1:54 | 27 грудня 2008    | Лас-Вегас, США           | «UFC 92»                                                         | Втратив титул тимчасового чемпіона у важкій ваговій категорії.                                                                 |
| Перемога    | Тім Сильвія            | Підкорення (удушення руками)                  | 3     | 1:28 | 2 лютого 2008     | Лас-Вегас, США           | «UFC 81»                                                         | Виграв титул тимчасового чемпіона у важкій ваговій категорії. Виграв премію «Бій вечора».                                      |
| Перемога    | Хіт Херрінг            | Рішення суддів (одностайне)                   | 3     | 5:00 | 7 липня 2007      | Сакраменто, США          | «UFC 73»                                                         | |
| Перемога    | Джош Барнетт           | Рішення суддів (одностайне)                   | 3     | 5:00 | 31 грудня 2006    | Сайтама, Японія          | «Pride Shockwave 2006»                                           | |
| Поразка     | Джош Барнетт           | Рішення суддів (роздільне)                    | 2     | 5:00 | 10 вересня 2006   | Сайтама, Японія          | «Pride Final Conflict Absolute» Гран-прі PRIDE (півфінал)        | |
| Перемога    | Фабрісіу Вердум        | Рішення суддів (одностайне)                   | 3     | 5:00 | 1 липня 2006      | Сайтама, Японія          | «Pride Critical Countdown Absolute» Гран-прі PRIDE (чвертьфінал) | |
| Перемога    | Вагнер Мартінс         | Підкорення (больовий прийом на руку)          | 1     | 2:17 | 5 травня 2006     | Осака, Японія            | «Pride Total Elimination Absolute» Гран-прі PRIDE (відкриття)    | |
| Перемога    | Кійосі Тамура          | Підкорення (больовий прийом на руку)          | 1     | 2:24 | 26 лютого 2006    | Сайтама, Японія          | «Pride 31»                                                       | |
| Перемога    | Павєл Настула          | Технічний нокаут (удари кулаками)             | 1     | 8:38 | 26 червня 2005    | Сайтама, Японія          | «Pride Critical Countdown 2005»                                  | |
| Поразка     | Федір Ємельяненко      | Рішення суддів (одностайне)                   | 3     | 5:00 | 31 грудня 2004    | Сайтама, Японія          | «Pride Shockwave 2004» Гран-прі PRIDE (фінал)                    | Втратив титул тимчасового чемпіона у важкій ваговій категорії.                                                                 |
| Не відбувся | Федір Ємельяненко      | Рішення суддів (одностайне)                   | 1     | 3:52 | 15 липня 2004     | Сайтама, Японія          | «Pride Final Conflict 2004» Гран-прі PRIDE (фінал)               | Мало місце неумисне зіткнення головами, внаслідок чого Ємельяненко отримав розсічення. Бій було визнано таким, що не відбувся. |
| Перемога    | Сергій Харитонов       | Рішення суддів (одностайне)                   | 2     | 5:00 | 15 серпня 2004    | Сайтама, Японія          | «Pride Final Conflict 2004» Гран-прі PRIDE (півфінал)            | |
| Перемога    | Хіт Херрінг            | Підкорення (удушення руками)                  | 2     | 0:30 | 20 червня 2004    | Сайтама, Японія          | «Pride Critical Countdown 2004» Гран-прі PRIDE (чвертьфінал)     | |
| Перемога    | Хіротака Йокоі         | Підкорення (удушення руками)                  | 2     | 0:30 | 25 квітня 2004    | Сайтама, Японія          | «Pride Total Elimination 2004» Гран-прі PRIDE (відкриття)        | |
| Перемога    | Мірко Філіпович        | Підкорення (больовий прийом на руку)          | 2     | 1:45 | 9 листопада 2003  | Токіо, Японія            | «Pride Final Conflict 2003»                                      | Виграв титул тимчасового чемпіона у важкій ваговій категорії.                                                                  |
| Перемога    | Рікко Родрігес         | Рішення суддів (одностайне)                   | 3     | 5:00 | 10 серпня 2003    | Сайтама, Японія          | «Pride Total Elimination 2003»                                   | |
| Поразка     | Федір Ємельяненко      | Рішення суддів (одностайне)                   | 3     | 5:00 | 16 березня 2003   | Йокогама, Японія         | «Pride 25»                                                       | Втратив титул чемпіона у важкій ваговій категорії.                                                                             |
| Перемога    | Ден Хендерсон          | Підкорення (больовий прийом на руку)          | 3     | 1:49 | 23 грудня 2002    | Фукуока, Японія          | «Pride 24»                                                       | |
| Перемога    | Семмі Схілт            | Підкорення (удушення ногами)                  | 1     | 6:36 | 24 листопада 2002 | Токіо, Японія            | «Pride 23»                                                       | |
| Перемога    | Боб Сапп               | Підкорення (больовий прийом на руку)          | 2     | 4:03 | 28 серпня 2002    | Токіо, Японія            | «Pride Shockwave»                                                | |
| Перемога    | Санае Кікута           | Нокаут (удар кулаком)                         | 2     | 0:29 | 8 серпня 2002     | Токіо, Японія            | «UFO: Legend»                                                    | |
| Перемога    | Енсон Іноуе            | Технічне підкорення (удушення ногами)         | 1     | 6:17 | 24 лютого 2002    | Сайтама, Японія          | «Pride 19»                                                       | |
| Перемога    | Хіт Херрінг            | Рішення суддів (одностайне)                   | 3     | 5:00 | 3 листопада 2001  | Токіо, Японія            | «Pride 17»                                                       | Виграв титул чемпіона у важкій ваговій категорії.                                                                              |
| Перемога    | Марк Колмен            | Підкорення (больовий прийом на руку)          | 1     | 6:10 | 24 вересня 2001   | Осака, Японія            | «Pride 16»                                                       | |
| Перемога    | Гері Гудрідж           | Підкорення (удушення ногами)                  | 1     | 2:37 | 29 липня 2001     | Сайтама, Японія          | «Pride 15»                                                       | |
| Перемога    | Валентайн Оверім       | Підкорення (удушення руками)                  | 1     | 1:20 | 24 лютого 2001    | Токіо, Японія            | «Rings King of Kings 2000» Гран-прі RINGS (фінал)                | Виграв Гран-прі. |
| Перемога    | Хіроміцу Канехара      | Підкорення (удушення руками)                  | 2     | 2:02 | 24 лютого 2001    | Токіо, Японія            | «Rings King of Kings 2000» Гран-прі RINGS (півфінал)             | |
| Перемога    | Магомедхан Гамзатханов | Рішення суддів (одностайне)                   | 2     | 5:00 | 24 лютого 2001    | Токіо, Японія            | «Rings King of Kings 2000» Гран-прі RINGS (чвертьфінал)          | |
| Перемога    | Кійосі Тамура          | Підкорення (больовий прийом на руку)          | 2     | 3:29 | 9 жовтня 2000     | Токіо, Японія            | «Rings King of Kings 2000 Block A» Гран-прі RINGS (другий раунд) | |
| Перемога    | Ахмед Лабасанов        | Підкорення (больовий прийом на руку)          | 1     | 1:38 | 9 жовтня 2000     | Токіо, Японія            | «Rings King of Kings 2000 Block A» Гран-прі RINGS (перший раунд) | |
| Нічия       | Цуйосі Косака          | Рішення суддів (одностайне)                   | 2     | 5:00 | 23 серпня 2000    | Осака, Японія            | «Rings Millennium Combine 3»                                     | |
| Поразка     | Ден Хендерсон          | Рішення суддів (роздільне)                    | 3     | 5:00 | 26 лютого 2000    | Токіо, Японія            | «Rings King of Kings 1999» Гран-прі RINGS (півфінал)             | |
| Перемога    | Андрій Копилов         | Рішення суддів (переважне)                    | 2     | 5:00 | 26 лютого 2000    | Токіо, Японія            | «Rings King of Kings 1999» Гран-прі RINGS (чвертьфінал)          | |
| Перемога    | Джеремі Горн           | Рішення суддів (одностайне)                   | 3     | 8:00 | 15 січня 2000     | Рим, США                 | «WEF 8»                                                          | |
| Перемога    | Юрій Кочкін            | Підкорення (больовий прийом на руку)          | 1     | 0:40 | 28 жовтня 1999    | Токіо, Японія            | «Rings King of Kings 1999 Block A» Гран-прі RINGS (другий раунд) | |
| Перемога    | Валентайн Оверім       | Технічне підкорення (больовий прийом на ногу) | 1     | 1:51 | 28 жовтня 1999    | Токіо, Японія            | «Rings King of Kings 1999 Block A» Гран-прі RINGS (перший раунд) | |
| Перемога    | Нейт Шрьодер           | Підкорення (больовий прийом на руку)          | 1     | 1:52 | 9 жовтня 1999     | Кеннер, США              | «WEF 7»                                                          | |
| Перемога    | Девід Додд             | Підкорення (больовий прийом на руку)          | 1     | Н/Д  | 12 червня 1999    | Деланд, США              | «WEF 6»                                                          | |